# Lhota (Šternberk)

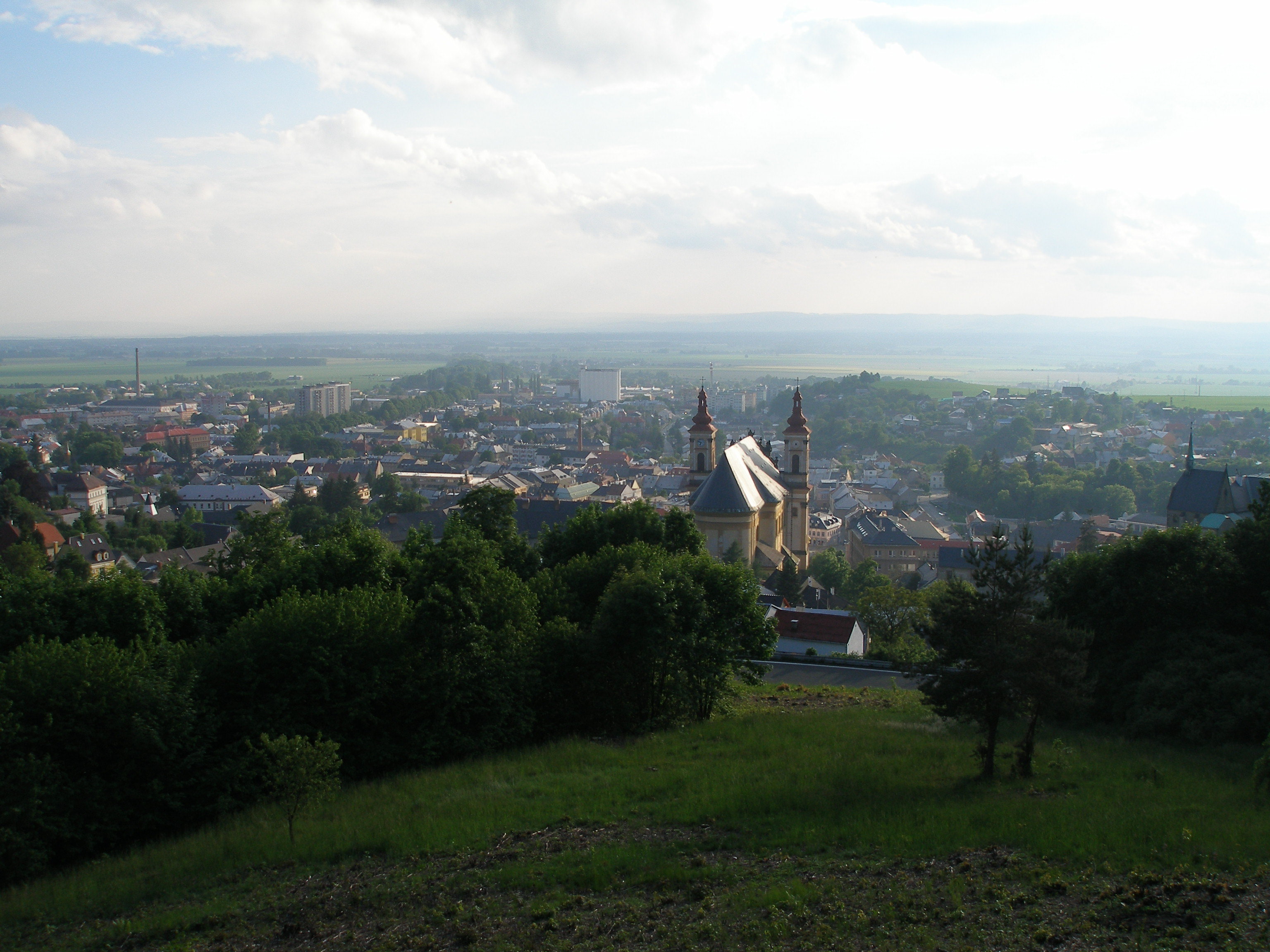
Blick auf Šternberk in Richtung Lhota

Lhota (deutsch Allhütten) gehört zur Stadt Šternberk im Okres Olomouc in Tschechien.

## Geografische Lage
Der frühere Ortsteil liegt in Mähren im Odergebirge am südwestlichen Rand des Niederen Gesenkes im Tal der Sitka, südwestlich des Ortszentrums von Šternberk.

## Geschichte
Die urkundliche Ersterwähnung des Ortes erfolgte 1296. 1599 findet sich die Bezeichnung Althütten, später Allhütten.
Von 1938/39 bis Mai 1945 lag Allhütten als Ortsteil der Stadt Schönberg (Odergebirge) im Reichsgau Sudetenland, Landkreis Sternberg (Odergebirge), Regierungsbezirk Troppau. Hier lebten im Jahre 1940 230 Einwohner. An den früheren Ortsteil erinnert heute u. a. der Name des Gasthauses Hostinec Lhota. 1953 wurde Lhota vollständig in die Stadt Šternberk eingegliedert.